# Rawsonia reticulata
Espèce
Synonymes
- Dasylepis burtt-davyi Edlin[2]

Statut de conservation UICN

 CD  : Dépendant de la conservation
(appellation d’avant 2001)
Rawsonia reticulata est une espèce de plantes à fleurs de la famille des Achariaceae.

## Publication originale
- Botanische Jahrbücher für Systematik, Pflanzengeschichte und Pflanzengeographie 30: 357. 1901.